# 3-dietilaminopropilamina
La 3-dietilaminopropilamina, también llamada N',N'-dietilpropano-1,3-diamina, (3-aminopropil)dietilamina o 1-amino-3-(dietilamino)propano, es una diamina de fórmula molecular C7H18N2. Es isómera de la 1,7-heptanodiamina pero, a diferencia de ésta, contiene un solo grupo amino primario, siendo el otro grupo amino terciario.

## Propiedades físicas y químicas
La 3-dietilaminopropilamina es un líquido incoloro o ligeramente amarillo que desprende un olor a pescado.
Su densidad es inferior a la del agua (ρ = 0,826 g/cm³).
Tiene un punto de ebullición de 169 °C mientras que su punto de fusión es de -60 °C. Su vapor es 4,4 veces más denso que el aire.
Es un compuesto soluble en agua, aunque el valor del logaritmo de su coeficiente de reparto, logP = 0,769, indica que es más soluble en disolventes hidrófobos —como el 1-octanol— que en disolventes hidrófilos.
En cuanto a su reactividad, la 3-dietilaminopropilamina neutraliza ácidos en reacciones exotérmicas formando sales.

## Síntesis y usos
La 3-dietilaminopropilamina se puede obtener a partir de etilendiamina y acroleína; otra ruta de síntesis proviene de la reacción entre 3-(dietilamino)propanonitrilo y etanol.
En cuanto a sus usos, esta diamina se emplea como disolvente así como intermediario en síntesis orgánica.
También puede ser componente de tintes, pigmentos y adhesivos.
En forma diprotonada, esta diamina se ha empleado como agente quelante para formar complejos con iodoplumbato.

## Precauciones
La 3-dietilaminopropilamina es un compuesto inflamable que alcanza el punto de inflamabilidad —temperatura mínima a la que los vapores de un fluido se inflaman en presencia de una fuente de ignición— a 51 °C. Sus vapores pueden formar mezclas explosivas con el aire.
Esta sustancia, al ser inhalada o ingerida, puede tener efectos tóxicos. Su contacto puede provocar quemaduras severas en ojos y piel; sus vapores pueden ocasionar mareos y ahogos.